# Откладывание партии
Откла́дывание па́ртии — процедура, используемая при проведении официальных соревнований по логическим настольным играм (шахматы, шашки, го, сёги), а также по карточным играм с множественными сдачами (покер, преферанс, бридж) когда выделенное игрокам время на партию велико, и партия играется более одного игрового дня.

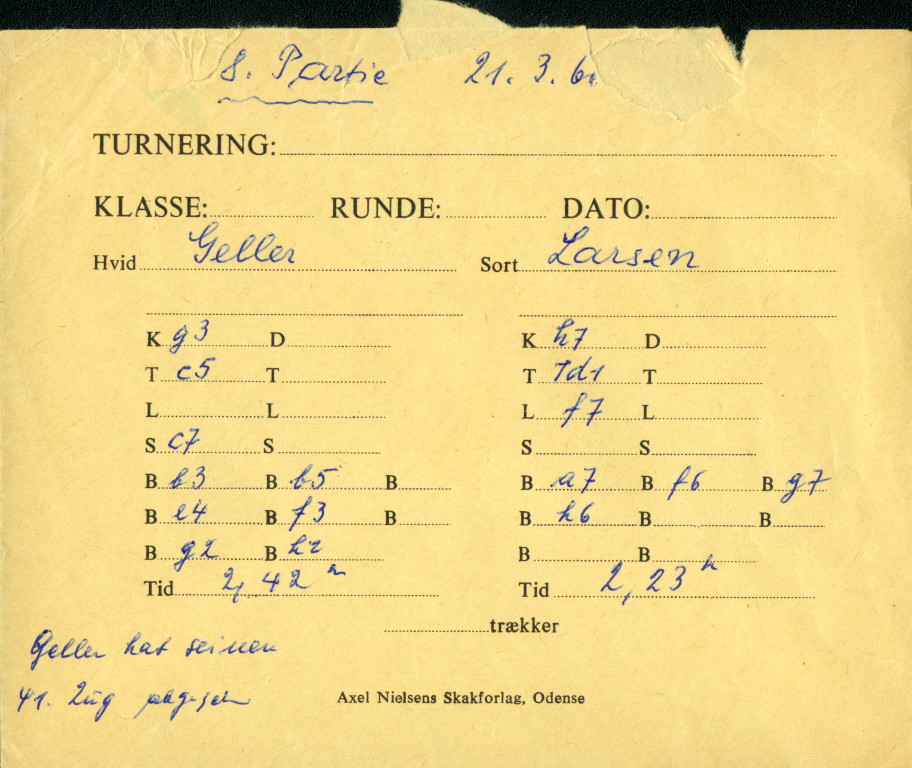
Бланк с отложенным ходом белых встречи между Ефимом Геллером и Бентом Ларсеном. Копенгаген, 1966

## История

### Шахматы
Специальная процедура откладывания партии появилась в шахматах. Когда партия длится более одной игровой сессии, в определённый правилами турнира момент она прерывается, игровые часы останавливаются. Во время доигрывания партии, обычно в специально выделенный игровой день, игроки продолжают партию с того хода и тех отметок времени на часах, которые были на момент откладывания.
Простая приостановка партии приводит к нарушению равенства игроков. Тот игрок, на чьём ходу партия была отложена, получает преимущество: он может обдумывать свой следующий ход в течение длительного времени, не входящего в его официальный лимит. Противник же, не зная следующего хода, подобной возможности лишён. Чтобы уравнять игроков, при откладывании партии производится запись секретного хода. Делается это следующим образом:
- Правила турнира определяют момент, в который партия должна быть отложена. Это может быть либо определённый момент времени, в который судья объявляет об откладывании партии, либо определённое количество ходов, которое должно быть сделано перед откладыванием.
- Игрок, на чьём ходу наступило время откладывания, обдумывает свой следующий ход при включённых часах, пока не решит, какой ход он должен сделать.
- Выбрав следующий ход, игрок объявляет о готовности хода, записывает выбранный ход на листе бумаги и останавливает часы. Запись вкладывается в конверт. Никто, кроме самого игрока, в том числе и судьи, не видят записываемого хода.
- Конверт запечатывается, заверяется подписями игроков и судьи и передаётся на хранение главному судье соревнования. Кроме собственно секретного хода, вместе с ним обычно сохраняется запись партии до последнего сделанного хода на доске и отметки времени на часах игроков.
- Когда настаёт время продолжения партии, судьи убеждаются в целостности конверта с записанным ходом и вскрывают его. Судья объявляет записанный ход, ход делается на доске, после чего часы включаются и игроки продолжают партию.
- Вскрытие конверта с секретным ходом может производиться только в присутствии игрока, который должен будет на этот ход отвечать. Если этот игрок опаздывает к началу доигрывания, его часы включаются судьёй, но конверт не распечатывается. Когда опоздавший игрок прибудет, он может остановить часы. Затем вскрывается конверт с ходом, ход делается на доске, и часы отвечающего игрока снова включаются.
- Если к началу доигрывания опаздывает игрок, записавший секретный ход, то конверт с ходом вскрывается, ход оглашается, но противник имеет право не отвечать на этот ход на доске, а, в свою очередь, запечатать свой очередной ход и переключить часы. Конверт с ходом передаётся на хранение судье и должен быть вскрыт после явки опоздавшего игрока.
- В случае, если оказывается, что игрок, которому принадлежала очередь хода, свой секретный ход не записал (забыл это сделать или не сделал умышленно) или записал невозможный или непонятный ход, этому игроку засчитывается поражение.

Таким образом оба игрока находятся в равных условиях: ни один не знает следующего хода соперника.
Помимо записи секретного хода, откладывание партии сопровождается дополнительным ограничением: между откладыванием и началом доигрывания партии игроки не имеют права обсуждать её с кем бы то ни было. Это правило в шахматах было официальным в прежние времена (в первом официальном матче за звание чемпиона мира по шахматам, между Стейницем и Цукертортом, секунданты игроков даже должны были во время матча постоянно находиться вместе с противником, чтобы засвидетельствовать, что противник не обсуждал партию с посторонними и не получал подсказок), сейчас оно не является официальным, более того, в соревнованиях высокого уровня считается нормальным наличие у игрока собственной «команды поддержки», которая, в частности, может во время откладывания заниматься анализом сложившейся позиции и искать для игрока наилучшие варианты продолжения. 

### Го
В японском го, где до сих пор практикуется откладывание партии в матчах за высшие титулы, запрет на обсуждение отложенной партии является частью этикета.
Откладывание может быть многократным, когда одна партия играется несколько дней, возможно, с перерывами. Такие ситуации были достаточно обычными в японском го до середины XX века, когда профессионалам на игру давалось 10 и более часов каждому — партия занимала до трёх-четырёх игровых дней, а в отдельных случаях и больше. Так, партия между Го Сэйгэном и Хонъимбо Сюсаи, игравшаяся в октябре-декабре 1933 года, откладывалась 13 раз. Отложенной также являлась знаменитая «партия атомной бомбы».

## Современное положение
Процедура откладывания применялась в настольных играх в течение более чем века, но к настоящему моменту в официальных соревнованиях она продолжает практически применяться только в го и сёги. В прочих играх, например, в тех же шахматах, пошли по пути сокращения лимитов времени: теперь общий лимит редко может превысить три-четыре часа на партию, и партия играется не более одного игрового дня. Причиной отмирания откладывания стал прогресс в области разработки компьютерных программ, играющих в настольные игры. Сейчас сильнейшие шахматные программы играют существенно лучше сильнейших шахматистов. При откладывании партии никто не может помешать соперникам провести длительный компьютерный анализ позиции. В го и сёги возможность откладывания сохранилась потому, что сильнейшие программы, играющие в эти игры, вплоть до последнего времени были настолько слабее сильных игроков, что их применение не давало никакого эффекта.